# Leandra tristis
Leandra tristis är en tvåhjärtbladig växtart som beskrevs av Célestin Alfred Cogniaux. Leandra tristis ingår i släktet Leandra och familjen Melastomataceae. Inga underarter finns listade i Catalogue of Life.